# Barranc de Gatopelado
El Barranc de Gatopelado, és un dels barrancs del terme de la Torre de Cabdella, dins de l'antic terme primigeni d'aquest municipi.